# Елізабет Генд
Елізабет Генд (англ. Elizabeth Hand) — американська письменниця-фантаст.

## Біографія
Народилася 29 березня 1957 року в Йонкерсію Своє дитинство провела у Йонкерсі та Паунд-Ридж (Нью-Йорк). Вивчала драматургію та антропологію в Католицькому університеті Америки. З 1988 року Генд проживає у прибережній зоні штату Мен, в якому відбуваються події багатьох її творів. Нині живе в Лінкольнвіллі, а також частково у Камден-тауні (Лондон), який став тлом для роману «Смертельна любов» (англ. Mortal Love) та оповідання «Клеопатра Брімстоун» (англ. Cleopatra Brimstone).

### Творчість
Своє перше оповідання — «Принц квітів» (англ. Prince of Flowers) опублікувала в 1988 році на сторінках журналу «Сутінкова зона» (англ. Twilight Zone). 1990 року вийшов її дебютний роман — «Вінтерлоґ» (англ. Winterlong). У 90-х разом із Полом Віткавером створила і написала культову серію коміксів про пригоди супер героїні на ім'я Аніма. Серед інших творів Елізабет Генд: «Літня хвиля» (англ. Aestival Tide, 1992), «Приземлення Ікара» (англ. Icarus Descending, 1993), «Хода на Місяці» (англ. Waking the Moon, 1994), який виграв Меморіальну премію Джеймса Тіптрі-молодшого та Міфопоетичну премію; постапокаліптичний роман «Ґліммерінґ» (англ. Glimmering; 1997); фентезійний роман «Чорне світло» (англ. Black Light, 1999); історичне фентезі «Смертельна любов» (2004); психологічний трилер «Втрачене покоління» (англ. Generation Loss, 2007) та повість «Дівочий політ» (англ. The Maiden Flight of McCauley's Bellerophon), яка здобула Всесвітню премію фентезі. Серед її збірок: «Останнє літо на пагорбах Марса» (англ. Last Summer at Mars Hill; 1998), що містить однойменну повість, яка здобула премію «Неб'юла» та Всесвітню премію фентезі; «Бібліоманія» (англ. Bibliomancy; 2002; переможець Всесвітньої премії фентезі); «Шафран і сірка: Дивні історії» (Saffron and Brimstone: Strange Stories), що містить оповідання «Ехо» (2006), яке здобуло премію «Неб'юла». Крім того, оповідання «Смертельна любов» увійшло до короткого списку Міфопоетичної премії 2005 року у категорії «Доросла література».
Серед її творів короткої форми, два оповідання здобули Міжнародну премію Гільдії жахів — «Павана для принца повітря» (англ. Pavane for a Prince of the Air; 2002) та «Клеопатра Брімстоун» (2001). Також роман «Втрачене покоління» приніс письменниці премію імені Ширлі Джексон, а роман «Іллірія» (англ. Illyria; 2008) — Всесвітню премію фентезі.

### Адаптації
Письменниця також пише спін-оффи на кіно та телепродукцію, зокрема романи, що доповнюють франшизу «Зоряні війни», а також новелізації фільмів «Цілком таємно» та «12 мавп». Також письменниця здійснила новелізацію «Нареченої Франкенштейна», яку опублікувало видання «Dark Horse Comics».

### Періодичні видання
Елізабет Генд працює критиком та оглядачем для низки видань: «The Washington Post», «Los Angeles Times», «Boston Review», «Salon», «Village Voice» тощо. Крім того, веде власну колонку в журналі «Фентезі & Сайнс фікшн».